# Obelia diversa
Obelia diversa is een hydroïdpoliep uit de familie Campanulariidae. De poliep komt uit het geslacht Obelia. Obelia diversa werd in 1948 voor het eerst wetenschappelijk beschreven door Fraser. 